# Catenicella gibbosa
Catenicella gibbosa är en mossdjursart som beskrevs av Busk 1852. Catenicella gibbosa ingår i släktet Catenicella och familjen Catenicellidae. Inga underarter finns listade i Catalogue of Life.